# Говиндананда Тхакур
Говиндана́нда Тхаку́р (IAST: Govindanānda Ṭhākura) — кришнаитский святой, живший в Бенгалии в конце XV — первой половине XVI века. Принадлежит к группе восьми кришнаитских святых ашта-махант (восьми великих преданных) — ближайших сподвижников основоположника традиции гаудия-вайшнавизма Чайтаньи (1486—1534).